# Berījān
Berījān (persiska: بريجان) är en ort i Iran.   Den ligger i provinsen Mazandaran, i den norra delen av landet, 190 km nordost om huvudstaden Teheran. Berījān ligger 72 meter över havet och antalet invånare är 549.
Terrängen runt Berījān är kuperad åt sydost, men åt nordväst är den platt. Runt Berījān är det ganska tätbefolkat, med 72 invånare per kvadratkilometer. Närmaste större samhälle är Nekā, 4,5 km norr om Berījān. I omgivningarna runt Berījān växer i huvudsak blandskog.